# Richie Kotzen
Richie Kotzen (3. února 1970, Pensylvánie) je americký zpěvák, kytarista a skladatel.

## Život a dílo
Všechno to začalo, když Richiemu bylo sedm let a když se doma v Readingu v Pensylvánii naučil hrát na elektrickou kytaru. V osmnácti letech se vydal směrem na západ do San Franciska a nahrál své první album u firmy Shrapnel Records. Toho roku se Kotzen objevil na obálkách mnoha časopisů včetně Guitar World, jehož čtenáři ho zvolili za jednoho ze tří nejlepších nových kytaristů.
Po nahrání tří desek pro firmu Shrapnel Records se mladý Kotzen přestěhoval do Los Angeles a stal se členem glam metalové skupiny Poison, která již měla několik platinových desek. Se skupinou nahrál CD „Native Tongue“ a vydal se s ním na světové turné. Jeho píseň „Stand“ dosáhla 4. příčky v tabulce nejžádanějších skladeb na MTV a byla jednou z nejlepších dvaceti časopisu Billboard. Album brzy dosáhlo platinového ocenění.
Po odchodu z Poison pokračoval s nahráváním desek pro různé společnosti včetně Geffen, Shrapnel a JVC až do roku 1999, kdy ho jazzová legenda Stanley Clarke pozvala k sestavení skupiny Vertú. Nahráli album stejného jména pro Sony a léto strávili v Evropě hraním na festivalu Montreux Jazz Festival a na jiných festivalech.
Kotzen pak vystřídal Paula Gilberta v rockové kapele Mr. Big, kterou proslavila jejich skladba „To Be With You“, která byla opět na vrcholu hitparád. V roce 1999 hrála skupina v dómu v japonské Osace se skupinou Aerosmith k přivítání nového milénia.
Richie Kotzen produkuje i nadále vlastní nahrávky a jezdí na turné po celém světě, hraje na velkých stadionech, festivalech a v klubech. Hrál i s jinými známými muzikanty jako Gene Simmons ze skupiny Kiss a Kean Reeves se skupinou Dogstar. Je jedním z mála umělců, kteří byli odměněni vlastními modely kytar. Jedna z nich, kytara „Kotzen Telecaster“, byla opakovaně nejlépe prodávaným modelem kytary pro značku Fender Japan. Modely: Fender Telecaster RK 145, Fender Telecaster RK 135, Fender Stratocaster RK STR 145.
V roce 2006 Kotzen jako sólový umělec otevíral koncerty legendární skupiny Rolling Stones na jejich turné po Japonsku. Jeho poslední album s názvem „Return Of The Mother Head´s Family Reunion“ s hitem „Go Faster“ vyšlo v roce 2007 u vydavatelství Frontiers records.
Současná hudba Richieho Kotzena je směsí rocku, blues, soulu, plná procítěných melodických motivů.
Nejnovější alba:
CD „Go Faster“ („Return of The Mother Head´s Family Reunion“) (2007
CD „Live in Sao Paulo“ (2008)
...live in Sao Paulo, Brazil – 30. září 2007
DVD „Bootlegged In Brazil“ (2008)
...live in Sao Paulo, Brazil – 30. září 2007
Poslední aktuální nahrávka:

CD "Wilson Hawk - Road"

Jedná se o vedlejší hudební projekt Richieho Kotzena společně s jeho dlouholetým spolupracovníkem Richardem Zitem. Více informací najdete na http://www.myspace.com/wilsonhawk.

Pilotní skladba: "Everything good" 

http://www.youtube.com/watch?v=n4knned1FFM

### České koncerty
Richie Kotzen vystoupil poprvé v České republice 18. 3. 2008, a to se svým sólovým projektem, v pražském klubu Retro Music Hall (support: Petr Henych & G-bod).
Druhý koncert v České republice se konal opět v Praze, v klubu Retro Music Hall, 9. února 2009, support: Petr Henych & G-bod). Fotografie z akce si můžete prohlédnout zde: RICHIE KOTZEN FOTOGALERIE JANAMUSIC
Třetí koncert se pak konal 19. února 2016 a sice v Olomouci.
Po čtvrté se Richie vrátil do tuzemska 14. září 2017 při svém evropském turné, vystoupil v pražském klubu Rock Café.
```
  
https://www.youtube.com/watch?v=rVZnVKVpqN0
```

## Diskografie
- Richie Kotzen: "Richie Kotzen" 1989
- Richie Kotzen "Fever Dream" 1990
- Richie Kotzen "Electric Joy" 1991
- Poison "Native Tongue" 1993
- Richie Kotzen "Mother Head´s Family Reunion" 1994
- Greg Howe and Richie Kotzen "Tilt" 1995
- Richie Kotzen " Inner Galactic Fusion Experience" 1995
- Richie Kotzen "Wave Of Emotion" 1996
- Greg Howe and Richie Kotzen "Project" 1997
- Richie Kotzen "Something To Say" 1997
- Richie Kotzen "What Is..." 1998
- Richie Kotzen "Break It All Down" 1999
- Richie Kotzen "Bi-Polar Blues" 1999
- Vertú(Stanley Clark) 1999
- MR. BIG "Get Over It" 1999
- MR. BIG "Deep Cuts" 2000
- MR. BIG "Actual Size" 2001
- Richie Kotzen "Slow" 2001
- MR. BIG "In Japan" 2002
- Richie Kotzen "Change" 2003
- Richie Kotzen "Acoustic Cuts" 2003
- Richie Kotzen "Get Up" 2004
- Richie Kotzen "The Best of Richie Kotzen" 2004
- Forty Deuce "Nothing to lose" 2005
- AI SENSHI Z x R (music from the animation series Gundam) 2005
- Richie Kotzen "Into the black" 2006
- Richie Kotzen "Collection: The Shrapnel Years" 2006
- Richie Kotzen "Go Faster" 2007
- Richie Kotzen "Live in Sao Paulo" 2008 (první oficiální live záznam)
- Richie Kotzen "Bootlegged In Brazil" 2008 (DVD, live ze Sao Paulo, částečně totožná s CD)
- Richie Kotzen + Richard Zito"Wilson Hawk - Road" 2009
- Richie Kotzen: "Peace Sign" 2009
- Richie Kotzen: "24 Hours" 2011
- Richie Kotzen: "Cannibals" 2015
- Richie Kotzen "Salting Earth" 2017